# Bitva u Gravelines
V bitvě u Gravelines došlo ke střetu španělské Armady a anglického loďstva (někdy se používá označení anglická Armada nebo Counter Armada, proti Armada). K největšímu střetu došlo v roce 1588 v Lamanšském průlivu poblíž města Gravelines, kde bylo španělské loďstvo na hlavu poraženo a totálně zdecimováno.

## Politické pozadí bitvy
Anglie se Španělskem byly až do roku 1558 dobrými spojenci, a to hlavně z toho důvodu, že Filip II. byl manželem anglické královny Marie Tudorovny a spoluvládcem Anglie. Po smrti Marie nastoupila ovšem na anglický trůn její nevlastní sestra Alžběta I., která na rozdíl od své katolické sestry upevňovala pozici anglikánské církve, což spolu s odmítnutím Filipovy ruky mělo samozřejmě za následek rychlé zhoršení vzájemných politických vztahů. Alžběta dále pokračovala v jejich ochlazování svolením k přepadávání španělských lodí a měst Francisi Drakeovi, Johnu Hawkinsovi a dalším. Tito lidé dostali ještě navíc šlechtický titul. Další Alžbětin tah, poprava Marie Stuartovny, byl Filipem přijat s nevolí. Posledním hřebíkem do rakve se zdála být pomoc vzbouřeným Nizozemským provinciím poskytováním anglických výsostných vod pro úkryt nizozemských námořních partyzánů gézů před Španěly.
Karta se obrátila v roce 1580, kdy Filip II. dosedl na portugalský trůn, čímž získal strategický přístav Lisabon. Od této chvíle byla už jen otázka času, kdy začne španělský útok na Anglii.

## Přípravy

### Španělsko aneb podcenění nepřítele

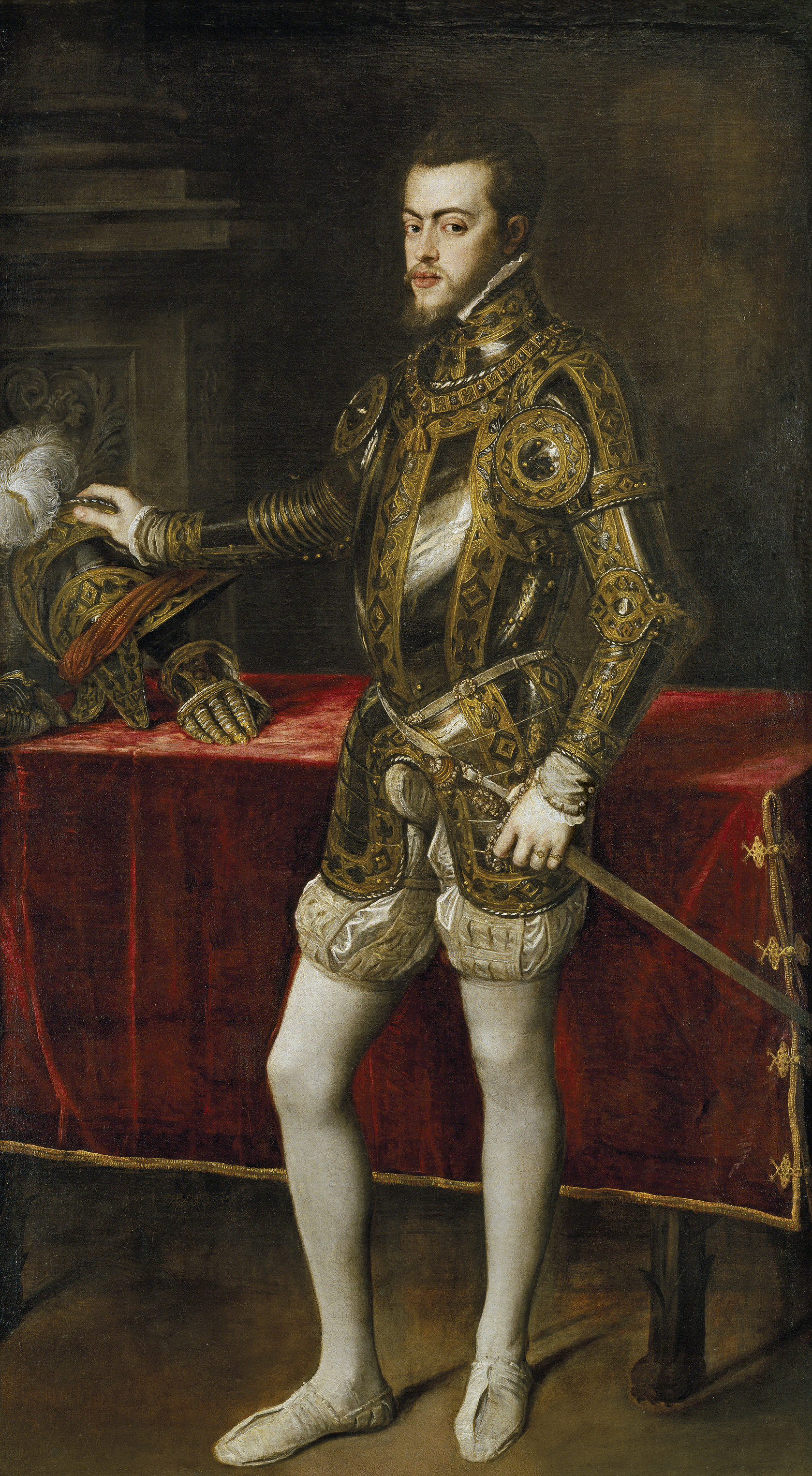
Duchovní otec Armady Invencible, španělský král Filip II.

Ve chvíli, kdy Španělsko získalo Lisabon, začal Filip II. realizovat své plány, jak znovu nastolit katolicismus v Anglii. V této době měl ze zámořských kolonii až desetkrát vyšší příjmy než Alžběta, a proto si mohl dovolit své plány uskutečnit. Jeho záměrem bylo vyslat z Lisabonu část armády po moři a spojit ji s armádou vévody parmského, generála španělských vojsk v Nizozemí; celé vojsko se pak mělo vylodit v Anglii. Filipova taktika však měla, jak se později ukázalo, řadu chyb. Měl sice jakési zkušenosti s námořními bitvami – např. vítězná bitva u Lepanta –, nicméně nevěděl, jak organizovat tak velkou armádu a neměl ani přesnou představu, proti jaké síle bude bojovat.
Vydržování Armady stálo ročně kolem 4 milionů dukátů, což byla asi polovina Filipových ročních důchodů. Čítala na 130 lodí všeho druhu, vyzbrojených 1 500 kusy mosazných a 1000 železných děl, její posádky tvořilo na 11 000 (Briggs píše 8 000) námořníků a 18 000 vojáků; dalších 30 000 vojáků se mělo s touto flotou spojit ve španělském Nizozemí. Podle plánu se pak měla celá 55 000 armáda vylodit poblíž Plymouthu a přesunout se k Londýnu, aby zaútočila na postavení královny Alžběty.
První problém představovaly těžké španělské galeony, tvořící základní výbavu floty. Byly to velké lodě připomínající plovoucí tvrze, které měly obrovskou nosnost a jejichž základní taktikou bylo zahákovat nepřátelskou loď a vyslat na ni své vojáky. Ale byly příliš neforemné a nestabilní a tím, že vyčnívaly ohromnou hmotou nad moře, také špatně ovladatelné ve větru. Zmíněná bojová strategie v té době již pomalu zastarávala, flota byla k tomu ještě vyzbrojena 3 000 zastaralými děly používajícími koulí různého kalibru, což při střelbě způsobovalo problémy. Španělé neměli navíc až do ovládnutí Portugalska žádné stálé loďstvo a odpovídající zkušenosti s jeho zásobováním.
Dalším problémem, souvisejícím s hákováním galeon a s úmyslem loďstvo využít víceméně jenom k vylodění armády, byl fakt, že většinu posádky tvořili vojáci, kteří nebyli zběhlí v námořních bitvách. S tím souvisí i to, že zásobovat tak velkou armádu bylo téměř nemožné, potraviny se kazily a vodu brzy pokrýval sliz.
Naloďování zprvu vedl Álvaro de Bazán, markýz ze Santa Cruz, ale ten v roce 1588 zemřel, a ani výběr nového vrchního velitele loďstva v osobě vévody de Medina-Sidonia nebyl zřejmě úplně šťastný. Vévoda sám pochyboval, zda se pro tento post hodí, když před bitvou králi napsal: „Na moři mi bývá vždy zle od žaludku a pokaždé se nachladím.“ Nicméně během bitvy dokázal přesně odhadnout, o co se Angličané pokusí, avšak nepohyblivost jeho galeon a nepříznivý vítr hrály proti němu.

### Anglie aneb využití moderních taktik

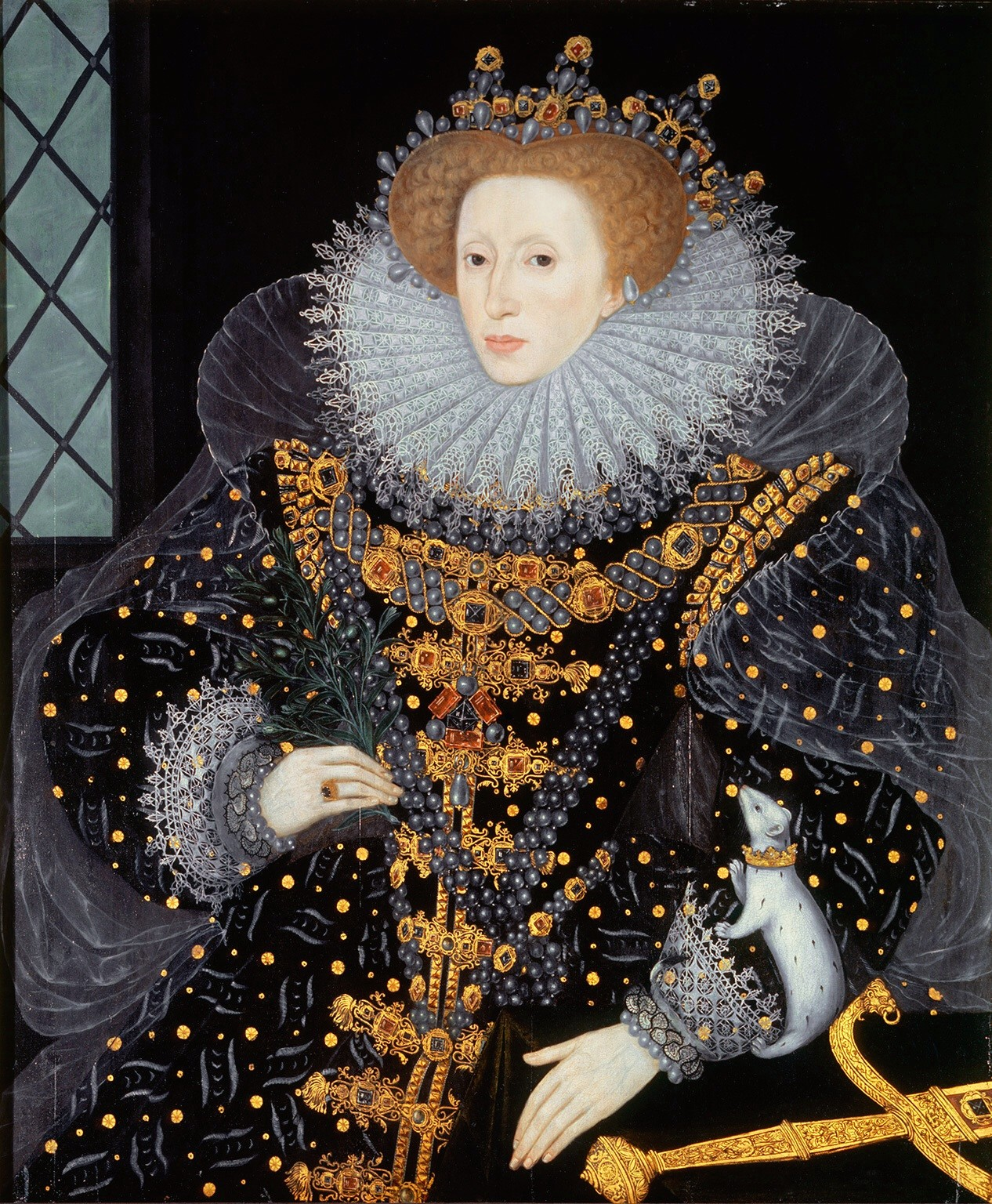
Žena, která stála osamocená proti většině katolické Evropy, Alžběta I. v roce 1585.

Angličané měli naopak již delší dobu stálou bitevní flotu, skládající se z moderních válečných lodí. Tyto lodě prošly pod vedením bývalého korzára Johna Hawkinse rychlým vývojem, jenž spočíval především ve snížení profilu. To významně zvýšilo jejich manévrovatelnost a zlepšilo hydrodynamiku trupu, jako je tomu u rybího těla. Tyto lodě byly pohyblivější, nebylo snadné je zahákovat a navíc spoléhaly na střelbu z děl na dálku, což nebyla právě španělská silná stránka.
Další výhodou bylo, že Alžběta pověřila vedením loďstva admirály lorda Charlese Howarda z Effinghamu a sira Francise Drakea na základě jejich námořních zásluh, a ne tak jak tomu bylo na dvoře Filipa, který se spoléhal na tradiční šlechtické rody, kdy za vrchního velitele své floty zvolil vévodu de Medina-Sidonia.
Navíc Anglie a Nizozemí byly od Španělska poměrně vzdálené a Španělé potřebovali měsíce, než dopluli z Lisabonu do Lamanšského průlivu; po připlutí k nizozemským břehům potřebovali přirozeně doplnit zásoby a opravit lodě.
To všechno nemění nic na tom, že Alžběta si byla dobře vědoma, že by se ani náhodou nemohla ubránit španělské pozemní armádě, pokud by se s ní Filip podle předpokladů vylodil u Londýna. Musela tudíž udržet Španěly na moři, protože její námořnictvo bylo co do zkušeností v boji přinejmenším srovnatelné s Filipovým (v této době ještě nikdo netušil, jak snadno ovšem Španělé podlehnou).

## Bitva

Trasa Armady Invencible

28. května 1588 vyplula Nepřemožitelná Armada z Lisabonu, když poslední loď opustila přístav až o dva dny později. V týž den, 30. května 1588, začala mírová jednání mezi anglickým velvyslancem Valentinem Dalem a Parmovými zmocněnci; ta skončila 17. června.
Armadu zdrželo nepříznivé počasí a proto dorazila k britským břehům (u Cornwallu) až 19. července. Zprávu o blížící se flotě obdržel Londýn pomocí řady ohňových majáků, které byly rozestavěny po celé délce jižního pobřeží. Podle legendy v době, kdy první španělské lodě již byly v dohledu, hrál Francis Drake v koule a poté, co k němu přišel vysoký lord admirál Howard, prohlásil, že je dost času na dokončení hry i poražení Španělů. Toto setkání zachytil na obraze John Seymour Lucas na svém obraze Španělé na dohled.
Ještě té noci za odlivu vyplulo 60 lodí lorda Charlese Howarda a sira Johna Hawkinse (který byl podřízen siru Francisi Drakeovi) a dostalo se z jihu vévodovi de Medina-Sidonia na závětrnou stranu do zad. Takto se obě floty držely v šachu celý týden a snažily se najít výhodnější postavení. Naneštěstí pro vévodu de Medina-Sidonia dorazily z přístavů na jihu Anglie se zásobami a střelným prachem anglické lodě a jeho flotu přečíslily.

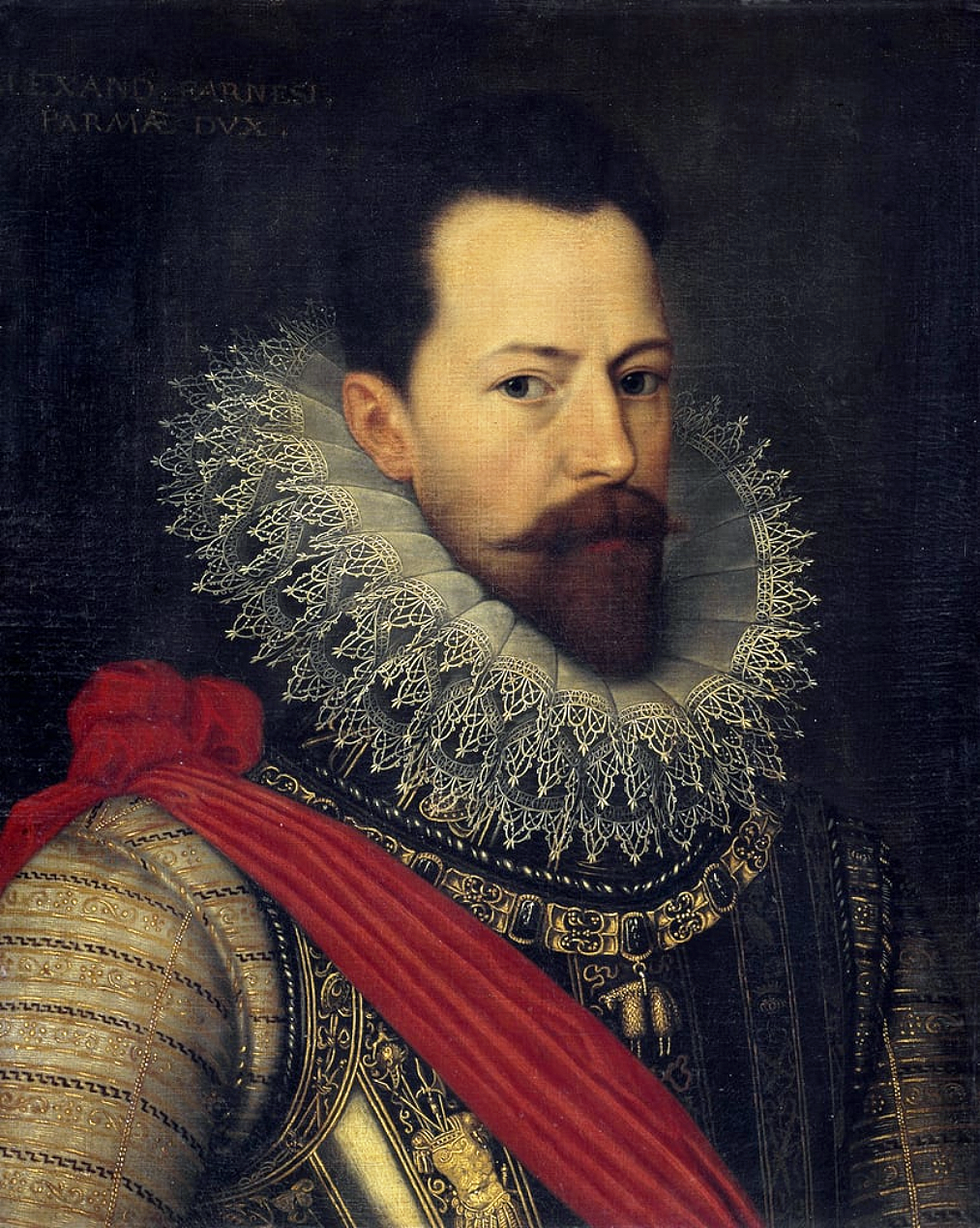
Alessandro Farnese, vévoda z Parmy, muž, na kterého velení Armady tak spoléhalo a který se tohoto konfliktu prakticky nezúčastnil

Bez zásob a vyčerpaný zakotvil a zformoval de Medina-Sidonia svou flotu do obranného postavení poblíž francouzského Calais, odkud vyslal naléhavou žádost o pomoc padesát kilometrů vzdálenému vévodovi z Parmy, který vyčkával u Dunkerque. Ten však nedisponoval žádnými adekvátními plavidly, jež by mu mohl poskytnout, měl pouze obchodní lodě, které by byly pro Angličany snadnou kořistí.

### U Gravelines
28. července o půlnoci vybral lord Howard osm lodí, naplnil je smůlou, střelným prachem a nabitými děly, všechny je zapálil a vyslal do středu španělské floty. Ohňové lodě v ní způsobily velký zmatek, takže mnoho španělských lodí přesekalo kotvící lana a odplulo na volné moře. Celkem byla sice poškozena jen jedna španělská loď, ale ráno bylo vidět neuspořádanou a rozptýlenou Armadu na severovýchod od Gravelines.
Zde se několik lodí snažilo zorganizovat a vytvořit útočný půlkruh. Jejich pozice ostřelovaly anglické lodě nejprve z dálky, a jakmile Španělům došla munice, přiblížily se a zahájily mocnou palbu, při níž bylo mnoho španělských lodí potopeno či zbaveno stěžňů (při průzkumech vraků u Irska se později ukázalo, že většina munice nebyla vůbec vystřílena, nýbrž zůstala na lodích, což bylo způsobeno nestandardní velikostí dělových koulí a také špatným výcvikem námořníků v nabíjení). Ještě několik dní Angličané pronásledovali Španěly na sever, kde je nechali napospas moři. Zdevastované zbytky Armady obepluly Anglii kolem severních Orknejí a Hebrid, kde bylo dílo zkázy dokonáno přírodními živly.

### Návrat do Španělska
Při návratu bylo tedy Španělské loďstvo zahnáno na sever a bylo nuceno vybrat si, jestli popluje dál na sever do Norska nebo na západ. Vévoda de Medina Sidonia se rozhodl plout podél břehů Skotska a Irska. Následky dlouhé cesty se začaly projevovat čím dál tím víc. Mnoho lodí se plavilo svázáno navzájem provazy. Kvůli nedostatku jídla a vody pro posádku byli do moře shazováni jízdní koně. U skotských a irských břehů se Armada setkala s řadou ničivých bouří, které je nahnaly na zrádné útesy. V této době se projevilo rovněž to, že většina lodí si při útěku před Anglickými ohnivými loděmi přeťala kotvící lana a manévrovatelnost zhoršovala také četná poškození stěžňů a plachet. Tyto bouře byly chápány protestanty jako pomoc od Boha, který je ochránil před hrozivou Armadou. Alžběta vydala pamětní medaili s nápisem He blew with His winds, and they were scattered (básnicky: „On dal větrům i vodám sil a dych, by rozprášily řady nepřátel mých“).
Současné teorie naznačují, že španělští námořníci nedokázali důsledně propočítat vliv Golfského proudu na jejich trasu a kvůli této chybě byli zaneseni blíž ke břehům, než chtěli. Dalším problémem, o kterém nemohli Španělé vědět, byl výskyt výjimečného počtu ledových bouří v této oblasti v osmdesátých letech 16. stol. – tento fakt se dnes připisuje tzv. malé době ledové.
V tomto nepříznivém počasí se námořníci dostali k irským břehům. Mezitím ale v Dublinu probíhaly rozsáhlé přípravy na přijíždějící invazní armádu. Irskému místodržícímu, Williamu Fitzwilliamovi, byla totiž podána zpráva, že bitvu v Lamanšském kanálu vyhráli Španělé a přicházejí obsadit Irsko. Pro uklidnění lidí byla vydána falešná zpráva o jednotce 10 000 anglických vojáků, kteří se chystají vylodit na pomoc Irsku. Když se ale ukázalo, že nejde o španělskou invazní armádu, ale o zubožené trosky Armady, začal velký hon na španělské ztroskotance. Pokud nebyli zabiti na místě, byli obvykle odvedeni, mučeni a nakonec zabiti. Španělům pomáhali především původní gaelští obyvatelé, za což byli stíháni jako zrádci a zabíjeni.
Do Španělska se vrátilo 64 lodí a kolem 10 000 mužů. Většina z nich ale byla již vysílena a vyhladověna natolik, že zemřeli v nemocnicích a na lodích v přístavu. Filip i přes velké zklamání z výsledku uznal, že velký podíl na zničení jeho Armady měly přírodní živly, a vévodovi de Medina Sidonia odpustil.

## Důsledky
Důsledky se sice neprojevily okamžitě, nicméně už samotný fakt, že vybavení Armady stálo polovinu ročních královských důchodů a výsledek tažení nebyl právě uspokojivý, podlomil španělskou morálku i ekonomiku. Filip se až do své smrti v roce 1598 uzavřel ve svém sídle El Escorial v Madridu. Důsledkem bylo zhroucení španělské ekonomiky, které se naplno projevilo za třicetileté války.

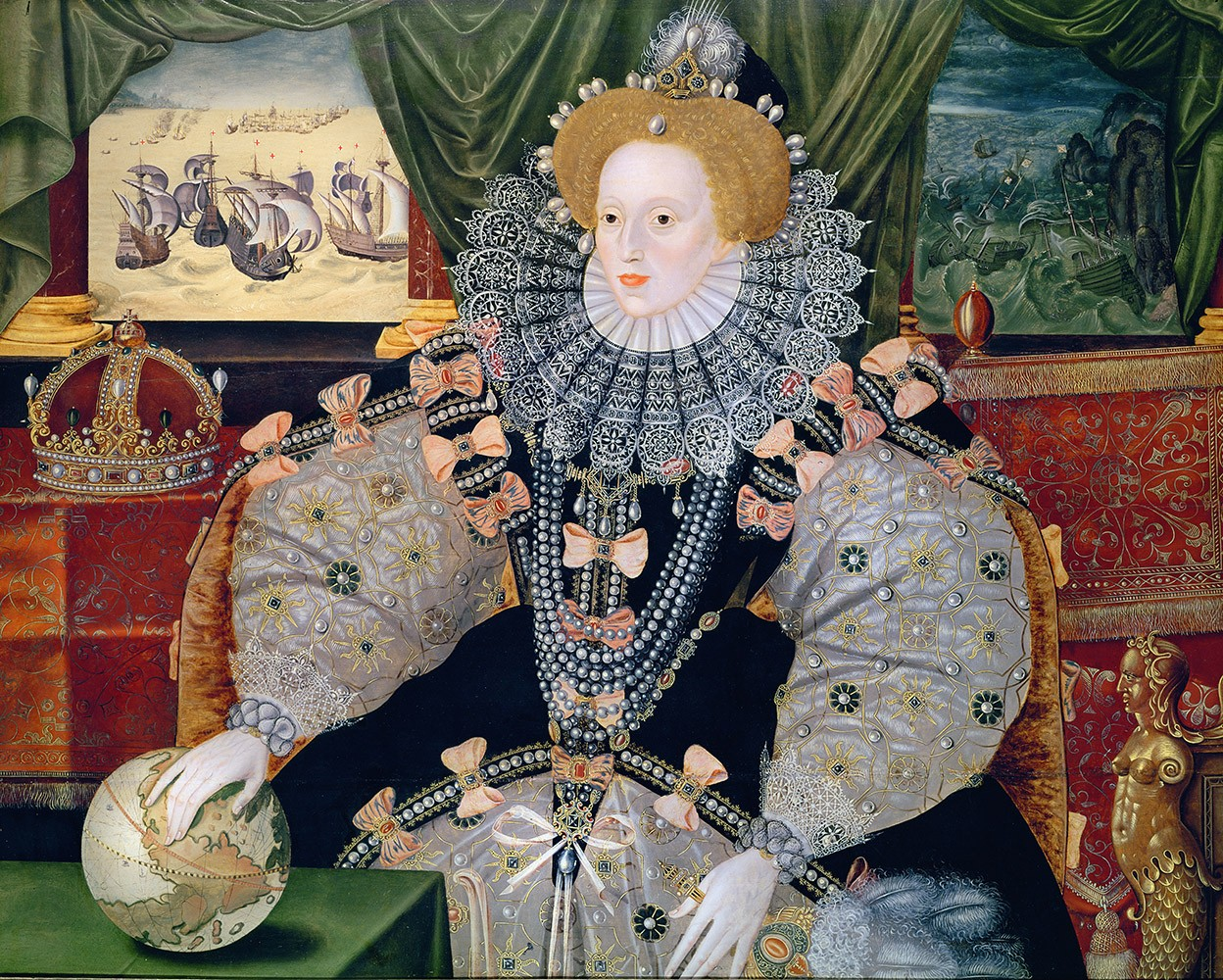
Obraz Armada Portrait od malíře George Gowera, na kterém má Alžběta mocensky položenou ruku na glóbu a za oknem je vidět zkázu Armady

Angličané sice v této bitvě nepřišli o jedinou loď (vyjma osmi zápalných) a jejich bojové ztráty byly mizivé, ale po bitvě se ukázaly otřesné podmínky života na lodích: vypuklo mnoho epidemií tyfu[nepřesný odkaz] a dalších nemocí, které stály život 6000–8000 námořníků. Angličtí námořníci byli později také velmi demotivováni i několik měsíců trvajícím zpožděním ve vyplácení žoldu. Naopak vláda Španělska poskytla svým poraženým námořníkům otevřenou podporu.
Přesto je tato bitva považována za největší v anglických dějinách od bitvy u Azincourtu. Angličané definitivně převzali moc nad oceánem a stali se nejvýznamnějším státem v Evropě. Pozice anglikánské církve byla posílena dokonce tak, že ani mnohem katoličtější dynastie Stuartovců, která nastoupila na anglický trůn po Alžbětině smrti, ji už nijak neoslabila.
Z hlediska námořních bitev měla tato bitva také velmi dalekosáhlý dopad. Byla to jedna z posledních bitev, kdy se lodě spoléhaly na hákování a bitvu námořníků v boji muže proti muži, a zároveň jedna z prvních, v níž se začala formovat taktika, která ovládla moře na dalších několik stovek let, kdy se tzv. řadové lodě staví do řady, navazující přídí na záď další lodi, bokem k nepřátelským lodím. Tato taktika byla překonána až Horatiem Nelsonem v bitvě u Trafalgaru (tzv. „Nelsonovým chvatem“).